# Кубок Чернігівської області з футболу 1985
Кубок Чернігівської області з футболу 1985 — 41-й розіграш Кубка Чернігівської області з футболу.
На всіх етапах турніру зустрічі команд складаються з одного матчу.

## Учасники
В цьому розіграші Кубку узяли участь 26 клубів.
| 1/16 фіналу - команда Бахмацького району - команда Борзнянського району - команда Варвинського району - команда Городнянського району - команда Ічнянського району - команда Козелецького району - команда Коропського району - команда Корюківського району - команда Куликівського району - команда Менського району - команда Ніжинського району - команда Прилуцького району - «Прогрес» (Ніжин) - команда Ріпкінського району - «Сокіл» (Прилуки) - команда Сосницького району - команда Срібнянського району - команда Талалаївського району - команда Чернігівського району - команда Щорського району | 1/8 фіналу - команда Бобровицького району - команда Новгород-Сіверського району - команда Носівського району - команда Семенівського району - «Текстильник» (Чернігів) - «Хімік» (Чернігів) |

## 1/16 фіналу
| Команда 1              | Команда 2              | Рахунок       |
| ---------------------- | ---------------------- | ------------- |
| к. Срібнянського р-ну  | «Сокіл»                | 5:7           |
| к. Прилуцького р-ну    | к. Варвинського р-ну   | 4:2           |
| к. Козелецького р-ну   | к. Ніжинського р-ну    | 1:3           |
| к. Борзнянського р-ну  | к. Бахмацького р-ну    | 2:2 (пен 5:3) |
| к. Талалаївського р-ну | к. Ічнянського р-ну    | 0:7           |
| к. Менського р-ну      | к. Чернігівського р-ну | 3:0           |
| к. Куликівського р-ну  | «Прогрес»              | 0:3           |
| к. Коропського р-ну    | к. Сосницького р-ну    | 4:0           |
| к. Городнянського р-ну | к. Ріпкінського р-ну   | +:-           |
| к. Щорського р-ну      | к. Корюківського р-ну  | -:+           |

## 1/8 фіналу
| Команда 1                    | Команда 2              | Рахунок       |
| ---------------------------- | ---------------------- | ------------- |
| к. Новгород-Сіверського р-ну | к. Семенівського р-ну  | 1:0           |
| к. Корюківського р-ну        | к. Городнянського р-ну | 2:2 (пен 1:3) |
| к. Ічнянського р-ну          | «Сокіл»                | 2:3           |
| «Текстильник»                | к. Коропського р-ну    | 5:1           |
| к. Менського р-ну            | «Прогрес»              | 1:3           |
| к. Борзнянського р-ну        | к. Прилуцького р-ну    | 4:1           |
| к. Ніжинського р-ну          | «Хімік»                | 0:2           |
| к. Бобровицького р-ну        | к. Носівського р-ну    | 2:4           |

## 1/4 фіналу
| Команда 1                    | Команда 2             | Рахунок |
| ---------------------------- | --------------------- | ------- |
| к. Новгород-Сіверського р-ну | «Текстильник»         | 2:3     |
| к. Городнянського р-ну       | «Прогрес»             | 1:4     |
| «Сокіл»                      | к. Борзнянського р-ну | +:-     |
| «Хімік»                      | к. Носівського р-ну   | 5:1     |

## 1/2 фіналу
| Команда 1 | Команда 2     | Рахунок |
| --------- | ------------- | ------- |
| «Прогрес» | «Текстильник» | 1:0     |
| «Сокіл»   | «Хімік»       | 0:2     |

## Фінал
| Команда 1 | Команда 2 | Рахунок |
| --------- | --------- | ------- |
| «Хімік»   | «Прогрес» | 1:0     |